# 平戸大橋

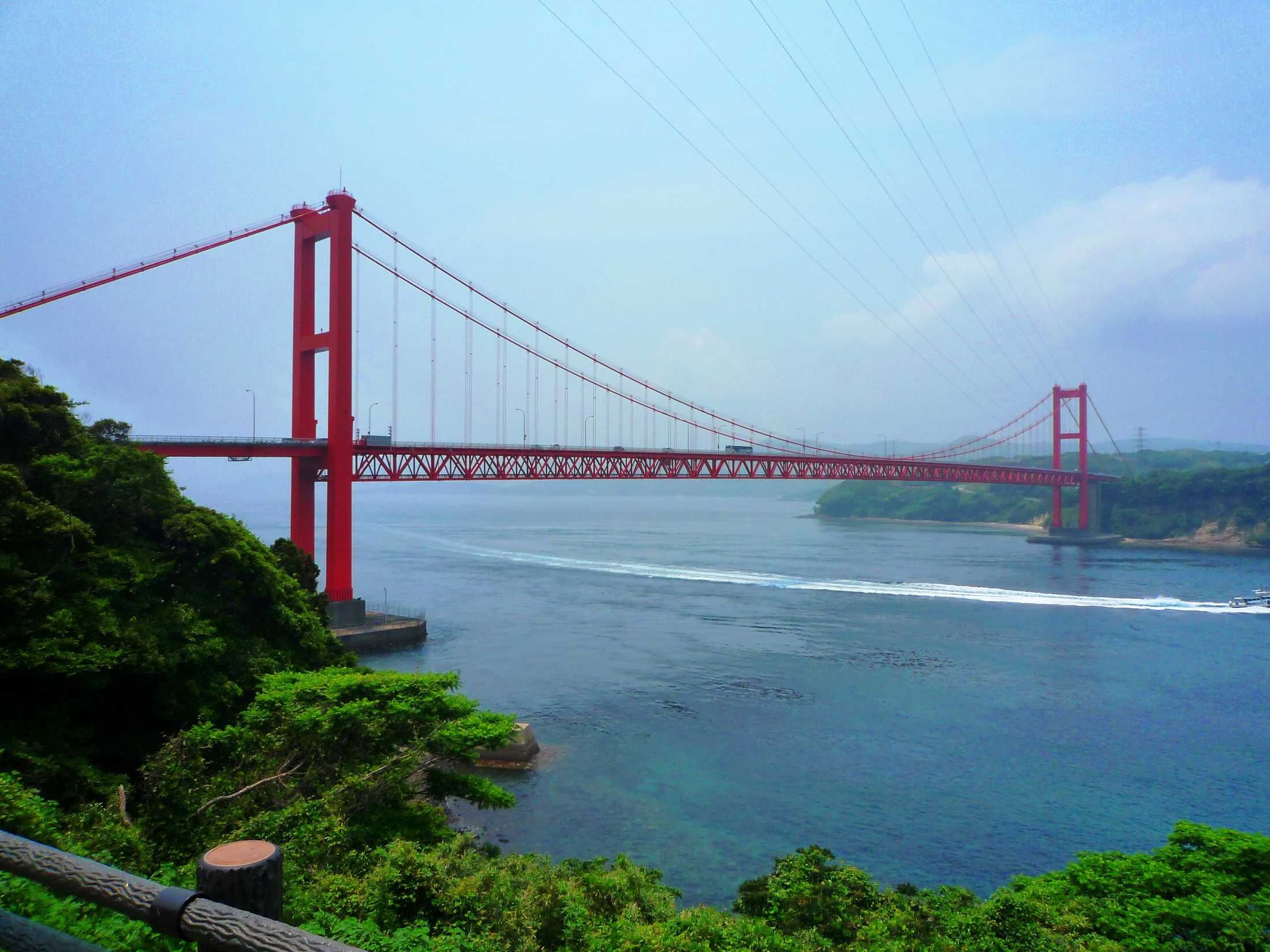
田平町側より見る

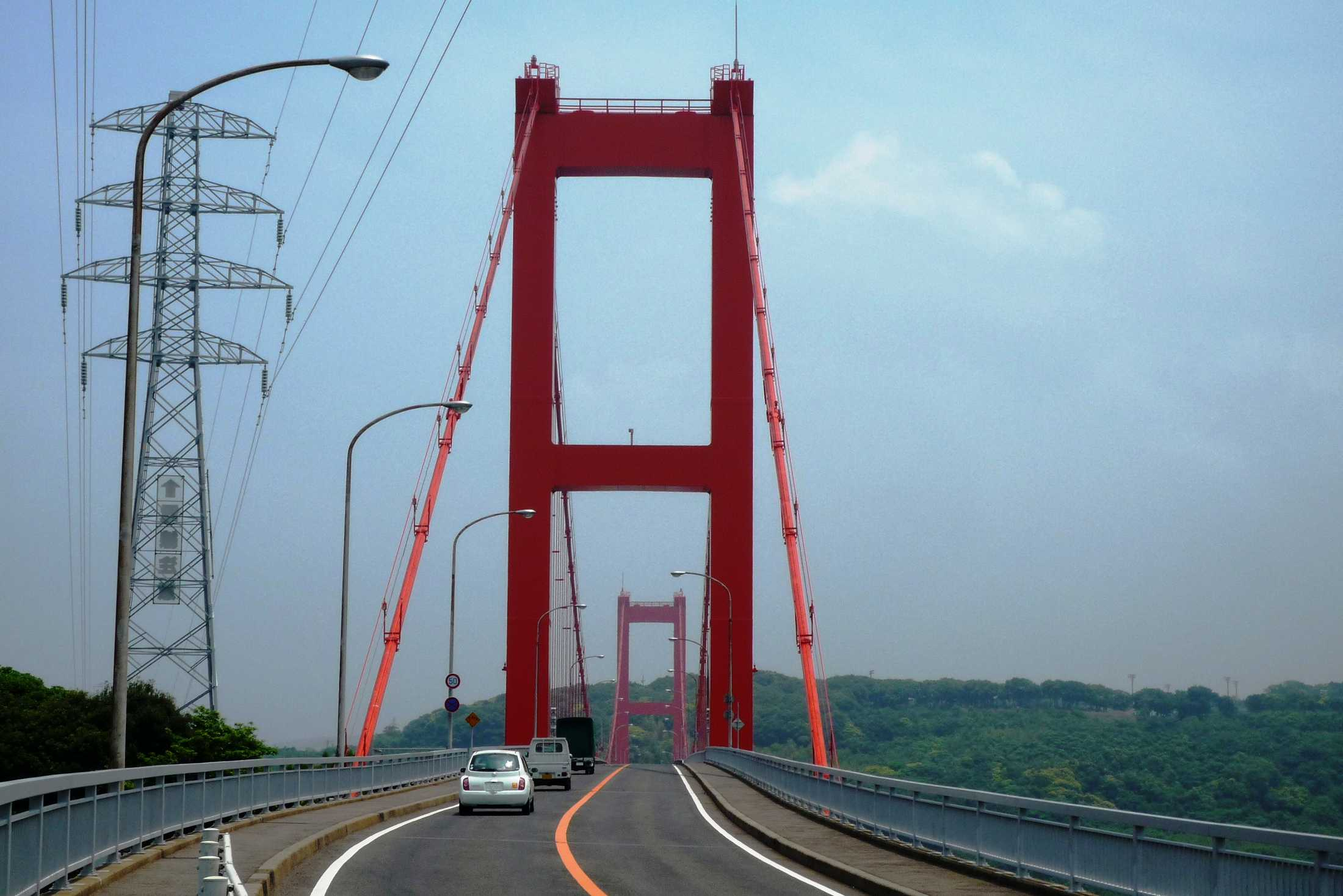
道路部から主塔を見る（平戸島側より撮影）

平戸大橋（ひらどおおはし）は、長崎県平戸市にある平戸島と九州本土を隔てる平戸瀬戸に架かる吊橋である。

## 概要
1977年（昭和52年）4月4日に平戸大橋有料道路の一部として開通した（歩行者天国としては3月27日に開通）。橋は全長665m、主塔間465.4m、幅10.7mのトラス吊橋構造で、海面上30mにある。橋の総事業費は56億円。
建設時（着工時）は主要地方道平戸田平線だったが、建設途中の1975年（昭和50年）4月に当該区間が国道383号に格上げになった。
橋には車道と並んで歩道があったが、車両のみ通行料金を徴収していた。
2010年4月1日に生月大橋とともに無料開放された。

## 要目
- 延長： 665m（中央径間465.4m）
- 橋の等級： 一等橋
  - 設計自動車荷重： 20トン
- 幅員： 10.7m
- 桁下高さ： 30m

## 歴史
- 1966年（昭和41年）3月： 長崎県が平戸瀬戸架橋調査事業を県政振興計画に加える。
- 1969年（昭和44年）12月26日： 平戸大橋有料道路の建設が建設大臣より許可される。
- 1973年（昭和48年）3月16日： 長崎県知事と田平町長らとの間に「平戸大橋の建設に伴う田平町商工振興に関する協定書」が調印される。
江戸時代の平戸往還以来、平戸の中心部へのアクセスは平戸口（田平港＝田平町日の浦）から船で平戸瀬戸を渡るのが主な交通手段であったが、大橋が架橋されれば通過地点に過ぎなくなるため、乗り換え客を対象とした商店や海運業者には大きな打撃となる。このため、田平町では反対運動を行う組織が作られ、県や国へ陳情・交渉を繰り返していたが、上記協定書で一定の配慮がなされることとなったため、これ以降同町内での反対の動きは収束へ向かった。
- 1973年（昭和48年）3月26日： 平戸大橋の起工式が行われる。
- 1977年（昭和52年）4月4日： 開通式が行われ、供用を開始する。
- 1987年（昭和62年）4月4日： 開通10周年にあたり、電球によるイルミネーションが取り付けられる。
- 1996年（平成8年）3月11日： 平戸大橋有料道路が維持管理有料制度による有料道路となる。
- 2007年（平成19年）7月19日： 午前8時50分ごろ、大橋下を通過中の貨物船のクレーン先端が平戸大橋に衝突し、橋が破損した。また、並行する送電線が切断されたため平戸市と周辺の約3万世帯が停電するなどの影響が生じた。
- 2010年（平成22年）4月1日： 平戸大橋有料道路が無料開放される。

## 周辺
平戸大橋（国道383号）の本土側の平戸大橋入口交差点は国道204号に接続する丁字路だったが、2023年（令和5年）7月12日に長崎県道258号平戸江迎線が接続して十字路になった。しかし、十字路となって以降、渋滞が頻発する地点となっており、右折車線の延伸などが検討されている。
- 平戸大橋公園
- 田平公園